# Novecentos
Novecentos (900) é o número inteiro que vem após o 899 e que vem antes do 901. Ele é formado por 9 centenas. O numeral romano é CM

## Na religião
De acordo com o Budismo, os trezentos ossos do corpo humano e as cento e oitenta juntas são mantidos unidos por novecentos tendões e cobertos por novecentos músculos.
O cananeu Jabim, rei de Hazor, tinha novecentas carruagens de ouro, e oprimiu o povo de Israel por vinte anos. 